# Барроу, Джон, 1-й баронет
Сэр Джон Барроу, 1-й баронет (англ. John Barrow; 19 июня 1764, Драглей Бек, Ланкашир, Англия — 23 ноября 1848, Лондон, Англия) — английский политик. 2-й секретарь Адмиралтейства, член Королевского общества, один из основателей и вице-президент Королевского географического общества, организатор множества исследовательских экспедиций, проходивших под патронажем Королевского военно-морского флота.

## Юность и начало карьеры
Джон Барроу родился в селе Драглей Бек в приходе Алверстон, Ланкашир (в н.в. Камбрия) 19 июня 1764 года. Его семья жила в небольшом доме, отец работал на двух полях. Биограф Фергус Флеминг отмечает, что «социально и экономически Барроу-старший был в одном шаге от батрака». Между тем юный Джон был умным ребёнком, и обучение у него шло легко. До тринадцати лет он учился в школе «Tower Bank School» города Алверстон. К тому времени он уже умел читать и писать на латыни и по-гречески. Один из мичманов «развил у него уверенность в себе и обучил азам навигации». Позже сэр Джон Барроу вспоминал, что уже тогда ему была «присуща заядлая ненависть к праздности». В короткие сроки он изучил математику и астрономию, и стал чиновником на чугунолитейном заводе.
Позже провёл одно лето в команде китобоев у берегов Шпицбергена, стал Королевским астрономом и преподавал математику в частной школе Гринвича, а в двадцать лет занял должность наставника юного Томаса Стонтона, говорившего на пяти языках. С его помощью Барроу освоил китайскую грамматику и смог свободно изъясняться на этом языке. В 1795 году, благодаря протекции баронета Джорджа Стонтона, отца мальчика, Барроу был зачислен переводчиком в штат миссии посольства в Китай под началом лорда Макартни. Посольство длилось два года, Джон Барроу зарекомендовал себя хорошо и отныне располагал доверием лорда.
Через несколько месяцев после возвращения Макартни назначили губернатором Капской колонии в Южной Африке, и Барроу сопровождал его. Там Джон провёл несколько любительских геологических изысканий, описал часть русла реки Оранжевой и взял интервью у короля зулусов Чака. 26 августа 1799 года, в возрасте 33-х лет, он взял в жёны Анну Марию Тратер, дочь судьи города Стелленбос, и поселился в коттедже у подножия Столовой горы возле Кейптауна. Четыре года спустя Джон Барроу был вынужден вернуться в Великобританию.

## Карьера в Адмиралтействе
Во время своего пребывания в Африке Барроу приобрёл ещё одного покровителя: Фрэнсиса Дандаса, который в 1798 году сменил на посту губернатора лорда Макартни. Френсис принадлежал к влиятельному клану Дандас, члены которого были в Парламенте и занимали руководящие посты в Военно-морском флоте. Дядей Френсису приходился лорд Мелвилл, жестокий и трезвый политик, который в мае 1803 года был назначен Первым лордом Адмиралтейства. По рекомендациям Френсиса Дандаса и лорда Маккартни на следующий день после своего назначения Мелвилл вызвал к себе Джона Барроу и сделал того Вторым секретарём.
Джон Барроу был жёстким и расчётливым политиком, хотя в политическую жизнь государства не вмешивался. Весь его интерес сосредотачивался в деле разведки. Биограф Фергус Флеминг отмечает, что Барроу часто публиковался в различных журналах, в том числе и одном из наиболее авторитетных — Quarterly Review.

Исследования были идеальной темой для Барроу, ведь речь шла о неизвестном, а потому не требовала определённого понимания предмета. Все, что было нужно — обладать ловким и пытливым умом; автор мог писать как угодно остро и спорно, как он [Барроу] любил, не опасаясь возмездия
Вскоре Барроу стал самым востребованным автором Quarterly Review. Издатель журнала, Джон Мюррей, стал хорошим другом Барроу, и вскоре Мюррей сделался благодаря протекции Барроу официальным издателем Адмиралтейства. Между тем авторитет Барроу вырос до такой степени, что его пригласили написать несколько статей для энциклопедии Британники.
В 1806 году Барроу был избран членом Королевского общества. Основной целью было не само общество, а собиравшийся по четвергам Королевский клуб, куда входили многие интересные и знаменитые люди того времени. Президентом Королевского общество был Джозеф Банкс, знаменитый исследователь, путешественник и ботаник. Банкс стал образцом для подражания Джону Барроу. В 1809 году Первым секретарём Адмиралтейства был назначен Джон Уилсон Крокер, крайне жёсткий и решительный политик, публично признанный лучшим дебатёром в Парламенте. Крокера не интересовала разведка и дела Адмиралтейства, а своё назначение он рассматривал лишь как одну из ступенек карьерной лестницы. Между тем он придерживался крайне консервативных взглядов и испытывал «почти фанатичную ненависть» ко всему современному. Он не считал нужным осуществлять разведку, так как, по его мнению, всё, что нужно, было уже исследовано. Между тем Джон Барроу был умелым дипломатом, а вдобавок — его старший сын был женат на приёмной дочери Крокера, и две семьи одно время жили в одном доме. Барроу удавалось оставаться в неплохих отношениях с Первым секретарём, хотя его деятельность прямо противоречила убеждениям Джона Крокера.
Занимая пост Второго секретаря, он организовывал множество экспедиций, посылая их веером в разные части света. Биограф Фергус Флеминг отмечает, что ревизоры Казначейства «были частыми гостями Барроу, а порой и даже сами Лорды Адмиралтейства оторвались от своих грёз и вызывали его к себе, чтобы получить объяснение смысла всего этого». Однако Барроу продолжал упрямо и настойчиво своё дело, тем более общественность всецело была на его стороне. Эта была эпоха романтизма, и Барроу, поддерживаемый журналом Quarterly Review, вписывался в неё как нельзя лучше.
Первым организованным предприятием для Джона Барроу стала экспедиция на поиски реки Нигер и города Томбукту. Экспедиция покинула Британию в 1816 году, получив задания идти вверх по реке Конго и исследовать её притоки. Во главе неё стоял капитан Джеймс Кингстон Таки. Стоимость проекта составила £ 1700, а в качестве судна должен был быть использован специально построенный для этого пароход «Конго». Однако после спуска на воду оказалось, что осадка слишком глубокая, развиваемая скорость слишком мала, а сторонние критики единогласно признают полное несовершенство модели. Адмиралтейство было вынуждено потратить значительную сумму денег на переоборудование парохода в парусник. Ещё £ 1386 было потрачено на покупку подарков местным племенам, дипломатические отношения с которыми надеялись наладить или навязать устроители экспедиции. Однако предприятие обернулось катастрофой. Капитан Таки прошёл вверх по реке всего 200, и преодолел пешком ещё не многим более нескольких миль. Люди под его началом стали массово умирать от болезней. Уже тяжелобольной капитан приказал возвращаться на судно, но по прибытии оказалось, что дела на корабле обстоят ещё более худшим образом. Большинство участников экспедиции, включая капитана Таки, не вернулись домой живыми. Это был закономерный итог, ведь на борту не было даже самых необходимых лекарств и путешественники мало что знали об особенностях местности. Тем не менее, для Барроу их смерть представлялась «почти необъяснимой».
В предисловии к опубликованному дневнику капитана Таки Барроу высказал идею, суть которой заключалась в использовании военно-морского контингента в разведке. После наполеоновских войн численность вооружения Британии сокращалась, корабли списывались, и на берег сходило множество офицеров. К 1846 году из 1151 офицера лишь 172 получало полное жалование. Предложение Барроу было встречено с восторгом. Джозеф Банкс, президент Королевского общества, решил организовать первую экспедицию для поисков Северо-Западного прохода. Это начинание Джон Барроу всецело поддерживал: он не только не сомневался в существовании прохода, но был также уверен, что вокруг Северного Полюса простирается мифическое «Полярное море».
Пост Второго секретаря Адмиралтейство Джон Барроу занимал более 40 лет (за исключением краткого перерыва 1806—1807 гг., когда административные посты Британии занимали виги). Он пользовался уважением и доверием всех одиннадцати верховных лордов, которые последовательно председательствовали в Совете Адмиралтейства в течение этого периода, и особенно лорд-адмирала короля Вильгельма IV. В 1821 году Барроу получил степень доктора права в Эдинбургском университете. В 1835 году сэром Робертом Пилем ему был присвоен титул баронета. Вплоть до своей смерти являлся вице-президентом Королевского географического общества, которое было основано при его участии.
В январе 1845 года, после организации последней экспедиции, экспедиции под командованием сэра Джона Франклина, Джон Барроу подал в отставку, уже будучи в возрасте 82 лет. Барроу был уверен, что его мечта — открытие Северо-Западного прохода и Полярного моря, будет осуществлена. Но случилось другое: экспедиция Франклина пропала без вести, и до сих пор тайна её участи не разгадана в полной мере. После ухода из общественной жизни Барроу посвятил себя написанию истории современных арктических путешествий, а также своей автобиографии, опубликованной в 1847 году.
Джон Барроу ушёл из жизни в один час после полудня 23 ноября 1848 года. В тот же день скончалась его супруга, оставив четырёх сыновей и двух дочерей, одна из которых, Йоханна, вышла замуж за Роберта Батти.

## Достижения и память
Биограф Фергус Флеминг отмечает:

Карьера Барроу в Адмиралтействе началась катастрофой на реке Конго и закончилась катастрофой экспедиции в Арктике [экспедиция Франклина]. Все цели Барроу были бесполезными: Тимбукту оказался маленьким грязным городком; Нигер практически не имел прикладного значения в сфере торговли; северная Австралия была совершенно неподходящим местом для устроения «второго Сингапура»; Антарктида оказалась негостеприимным куском льда; Северо-Западный проход на тот момент не был найден; Полярное море не только не было найдено, но и в 1909 году доказано его отсутствие.
Несмотря на это, карты и сочинения Барроу по географии Китая и Африки были высоко оценены научным сообществом. Благодаря организованным экспедициям была нанесена на карту огромная площадь ранее неизведанных земель, а сам Джон Барроу был назван «отцом освоения Арктики» .
Флеминг делает вывод, что, «пожалуй, ни один человек в истории исследований не израсходовал столько денег и столько жизней в такой отчаянной погоне за бессмысленными мечтами», а также добавляет:

Барроу провёл самую дорогую серию исследований в истории человечества. Ничего подобного не было повторено вплоть до американских и советских космических программ более чем столетие спустя. И даже с ними было мало общего. В то время как над космическими программами работают множество учёных, орды советников и лавины техники, инженеров и лоббистов, программа Барроу опиралась лишь на него самого.
15 мая 1850 года в Алверстоне на горе Хоад в честь сэра Джона Барроу была выстроена 100-футовая (30,5 м) башня. В церемонии открытия приняло участие около 8 тысяч жителей города, а вдова короля Вильгельма IV внесла денежный вклад в её постройку. В церемониальной процессии приняли участие многие влиятельные люди, а речь держали крупные городские чиновники.
Именем Барроу названа школа в Алверстоне, а также ряд географических объектов: острова в море Бофорта, остров в Канадском арктическом архипелаге, хребет на острове Мелвилл, мыс в Чукотском море (северная оконечность Аляски), мыс на полуострове Дарлинг, мыс в заливе Коронейшн, мыс в Австралии, гора на острове Девон, озеро на полуострове Симпсон, река в Канаде, залив в проливе Симпсона, залив на острове Девон, пролив между островами Сомерсет, Корнуэллс и Девон.